# Manschiyyet Nasser

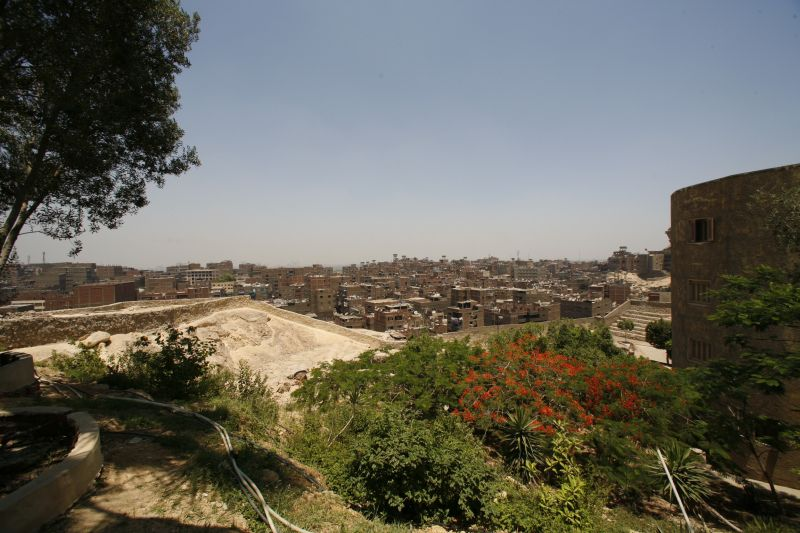
Manschiyyet Nasser

Manschiyyet Nasser (auch Manshiet Nasser, Manschijet Nasser arabisch منشية ناصر, DMG Manšīyat Nāṣir) ist ein informeller Stadtteil der ägyptischen Hauptstadt Kairo am Fuße des Muqattam-Hügels (المقطّم). Ein Großteil der Wohnungen und Geschäfte in seinem Gebiet entstand ohne behördliche Genehmigung. Der Stadtteil hat etwa 600.000 Einwohner und gilt damit als größtes informelles Viertel Kairos.

## Geschichte
Die Geschichte des Viertels begann in den 1920er-Jahren, als in den Oasen östlich von Kairo die Quellen versiegten und die dort lebenden Wahayas (arabisch; auch Wahi genannt) in die Stadt zogen. Mangels anderer Erwerbsmöglichkeiten begannen sie, als inoffizielle Müllsammler der Stadt zu arbeiten, und verkauften den Abfall Kairos an die Bäder der Stadt, die diesen zum Heizen der Wasserbecken nutzten. Dieses Geschäftsmodell funktionierte, bis die Badehäuser begannen den Abfall durch Öl als Heizmaterial zu ersetzen.
In der Mitte des 20. Jahrhunderts zogen Christen aus Mittelägypten in das Stadtviertel, die heute Zabbalin (arabisch زبالين ‚Müllsucher‘) genannt werden. Diese etwa 60.000 bis 70.000 Menschen meist koptischen Glaubens konnten oft zwar weder lesen noch schreiben, besaßen jedoch zahlreiche Schweine, an die der organische Müll verfüttert werden konnte. Hierfür erwarben die Zabbalin von den Wahayas gegen eine Gebühr das Recht, den Müll der Stadt nutzen zu dürfen. Sie waren in der Folgezeit dafür bekannt, Schweine durch die Stadt zu treiben, die sich von essbarem, organischem Abfall der öffentlichen Straßenlandschaft ernähren und deren Fleisch dann in ganz Kairo in Läden der Kopten verkauft wurde.
Im Mai 2009 ordnete die ägyptische Regierung jedoch die Tötung sämtlicher Schweine im ganzen Land an, da die Tiere fälschlich im Verdacht standen, Auslöser der sogenannten „Schweinegrippe“ zu sein. Die Müllsammler verloren dadurch einen Teil ihrer Existenzgrundlage.
Auch heute noch sorgen die Zabbalin mit ihren hoch beladenen Eselskarren und kleinen Lastwagen nicht nur für eine sehr zuverlässige zusätzliche Müllabfuhr in Kairo, sondern auch für eine sehr umfassende Müllsortierung und ein Recycling vieler Materialien. Manschiyyet Nasser wird deshalb auch häufig als sogenannte „Müllstadt“ bezeichnet. Die meisten Familien haben sich bei der Verwertung auf die Sortierung einer bestimmten Abfallart spezialisiert und sind so weiter in der Lage, trotz Einführung einer öffentlichen Müllabfuhr in Kairo gerade so genug Geld für ihren Unterhalt zu erarbeiten. Hierfür wird in der Regel ein Großteil des nicht-organischen Abfalls geschreddert und als Granulat an chinesische Unternehmen, insbesondere in der Textilindustrie, verkauft.
Seit dem Jahre 2014 wurden die Zabbalin offiziell mit der Müllbeseitigung in drei Stadtvierteln Gizehs, einer Nachbarstadt Kairos, beauftragt.

## Sehenswürdigkeiten
Die Höhlenkirche Sankt Sama'an, die von den Kopten in der Müllstadt genutzt wird, ist die größte Kirche im Nahen Osten mit einer Kapazität für 20.000 Gläubige. Das Viertel ist auch bekannt durch den etwa 15 Meter hohen Muqattam-Felsen, der aus Kalkstein besteht und von dem im September 2008 ein großer Felsbrocken abbrach und damit zu vielen Toten und zerstörten Häusern führte.